# Терновка (город)
Терно́вка (укр. Тернівка) — город в Днепропетровской области Украины. Входит в Павлоградский район. До 2020 года был городом областного подчинения и составлял Терновский городской совет, в который также входило село Зелёная Долина.

## Географическое положение
Город Терновка находится на правом берегу реки Самара в месте впадения в неё реки Большая Терновка, на противоположном берегу реки Самара, в 20 км — город Павлоград, на противоположном берегу реки Терновка — село Богдановка (Павлоградский район).
Реки в этом месте извилистые, образуют лиманы, старицы и заболоченные озёра.

## Происхождение названия
Народная этимология связывает название города не с названием реки Большая Терновка, а рассказывает о вырубке терновника во время основания слободы.

## История
Основание Терновки относится к 1775 году, когда приказом азовского губернатора были вырублены густые заросли терна и основана слобода.
В начале XX века Терновка являлась селом Павлоградского уезда Екатеринославской губернии.
Во время Великой Отечественной войны в 1941—1943 гг. селение находилось под немецкой оккупацией.
После войны началась разведка угольных запасов Западного Донбасса, в окрестностях Терновки были обнаружены залежи каменного угля. В 1959 году были добыты первые тонны угля на сданной во временную эксплуатацию разведочной шахте «Терновская». В 1964 году была построена первая промышленная шахта, в 1965 году началось строительство шахты-гиганта «Западно-Донбасская». Вокруг шахт сформировался посёлок. В том же году Терновка получила статус посёлок городского типа.
В 1976 году посёлок городского типа получил статус город.
В январе 1989 года численность населения составляла 33 528 человек.
С 1990 года — город областного значения.
В сентябре 1993 года находившееся на балансе ПО «Павлоградуголь» профессионально-техническое училище № 41 было передано в коммунальную собственность города.
В мае 1995 года Кабинет министров Украины утвердил решение о приватизации находившейся здесь птицефабрики, в июле 1995 года было утверждено решение о приватизации городского хлебокомбината и совхоза.
В 1997 году находившийся в городе Терновский индустриальный техникум был включён в состав Криворожского государственного технического университета.

## Население
По состоянию на 1 января 2013 года численность населения составляла 28 920 человек.
По состоянию на 1 января 2024 года численность населения составляла 23 972 человек.

### Национальный состав
Национальный состав населения по данным переписи 2001 года
| N | Национальность | Количество | Уд. вес (%) |
| - | -------------- | ---------- | ----------- |
| 1 | Русские        | 15 587     | 52,89       |
| 2 | Украинцы       | 12 806     | 43,45       |
| 3 | Белорусы       | 279        | 0,95        |
| 4 | Татары         | 197        | 0,67        |
| 5 | Немцы          | 120        | 0,41        |
|   | Всего          | 29 473     | 100,00      |

### Языковой состав
Родной язык населения по данным переписи 2001 года:
| Язык       | Численность, чел. | Доля     |
| ---------- | ----------------- | -------- |
| Украинский | 6 245             | 21,21 %  |
| Русский    | 22 966            | 78,00 %  |
| Другое     | 231               | 0,79 %   |
| Итого      | 29 442            | 100,00 % |

Украинский язык является единственным официальным языком Терновки.
По данным Государственной службы статистики Украины в 2024/25 учебном году все 304 080 учащихся в учреждениях общего среднего образования в Днепропетровской области обучались в украиноязычных классах.

## Экономика
Основная отрасль промышленности — добыча каменного угля. ЧАО «ДТЭК Павлоградуголь» (ООО «ДТЭК») представляет собой производственный базис Терновки. Градообразующие предприятия:
- Шахта «Терновская»
- Шахта «Самарская»
- Шахта «Днепровская»
- Шахта «Западно-Донбасская»

## Транспорт
Терновка имеет автобусное сообщение с Днепром, Павлоградом.
С 1988 по 2012 работала Терновская узкоколейная железная дорога.

## Инфраструктура
5 школ, 8 детских дошкольных учреждений, школа эстетического воспитания, центр детского творчества, Центр досуга «Шахтер», Дом культуры им. С. Маркова, 3 библиотеки, больница, поликлиника, 18 спортплощадок, Терновский профессиональный горный лицей, учебно-курсовой комбинат (ДТЭК).

## Галерея

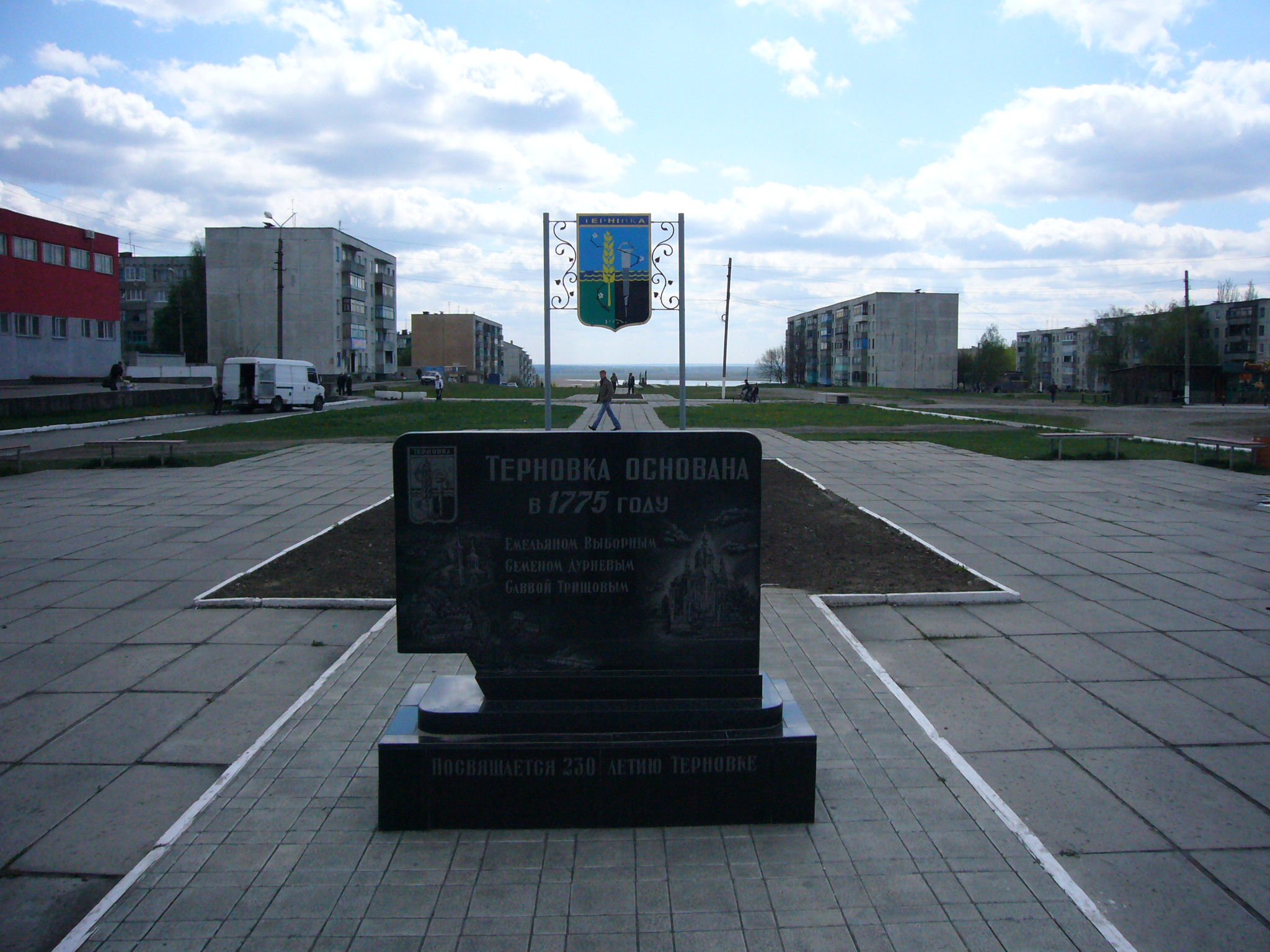
Памятник посвящённый 230-летию Терновки
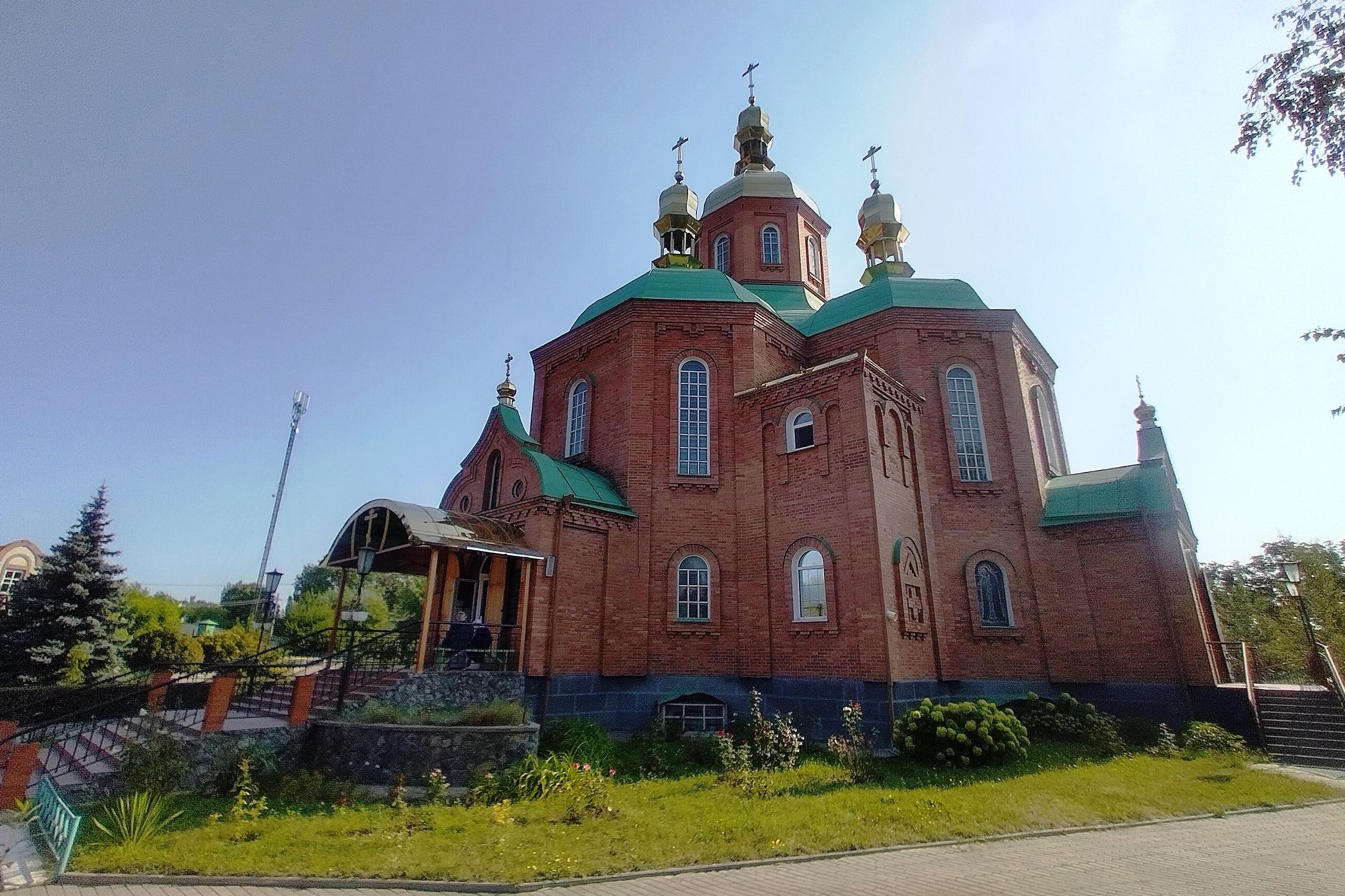
Храм в честь Святого Апостола и Евангелиста Иоанна Богослова (1995—2003)
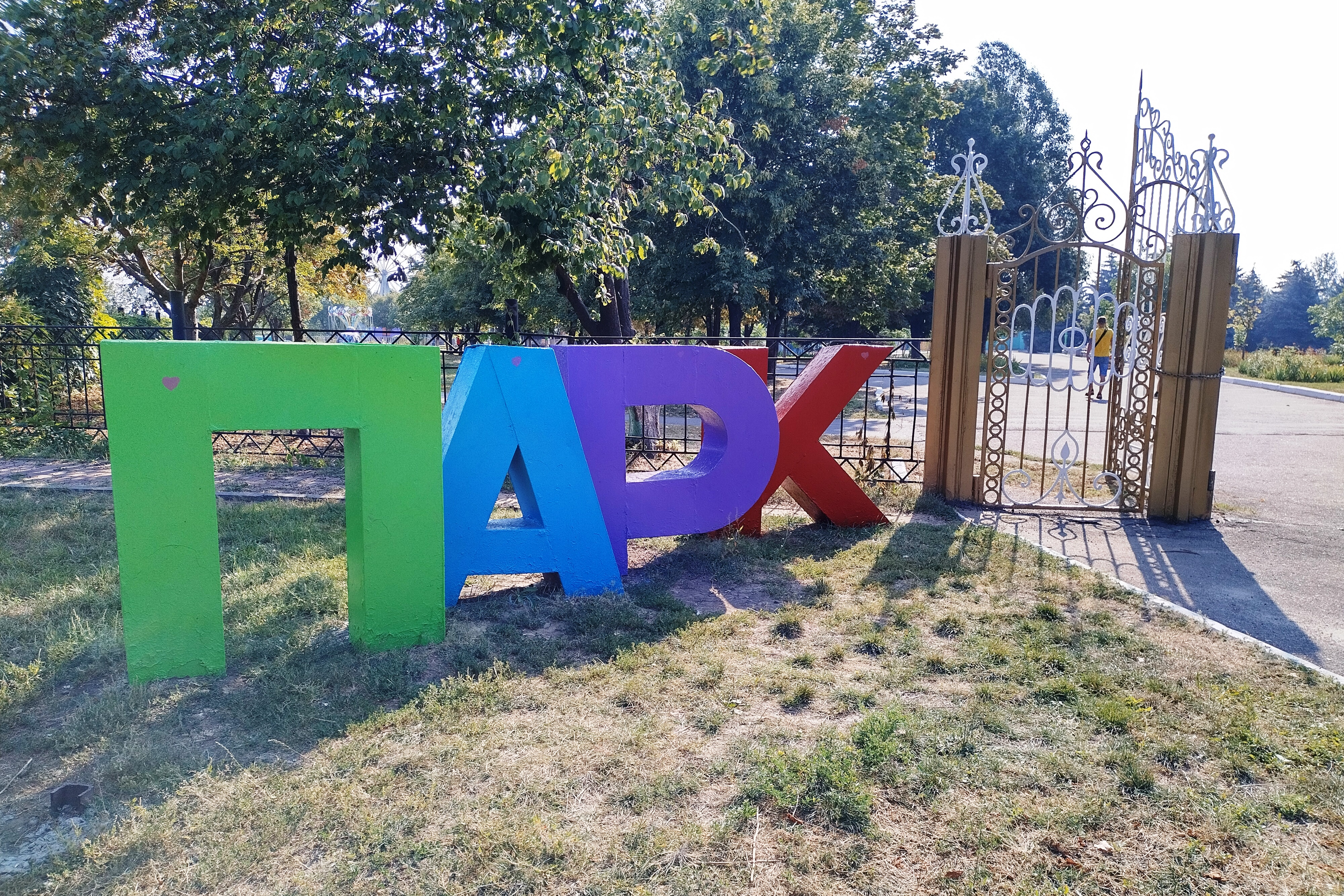
Парк развлечений
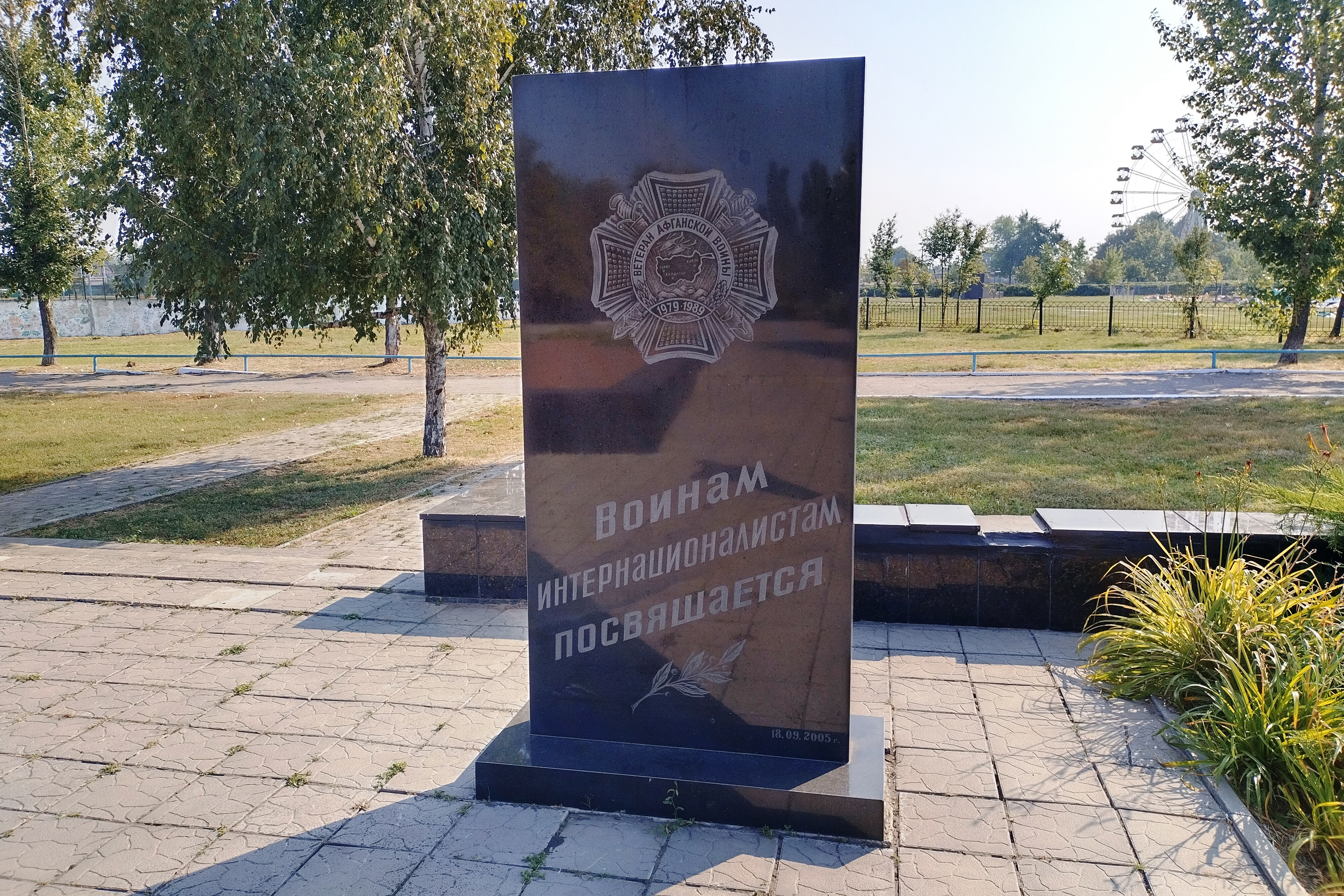
Памятник воинам-интернационалистам